# Germà V de Constantinoble
Germà V de Constantinoble (en grec Γερμανός Ε') va ser Patriarca de Constantinoble de l'any 1913 al 1918. Va ser titular de la seu durant la Primera Guerra Mundial, que va comportar la fi de l'Imperi Otomà. Va ser l'últim patriarca que va rebre el títol de mans d'un sultà.
Va néixer a Fener, un barri d'Istanbul. Abans d'anar a estudiar a l'Escola Teològica de Halki, on va anar l'any 1863, va ser a les escoles de Jerusalem i d'Atenes. Quan va ser ordenat diaca, va prendre el nom religiós de Germà i va ser ardiaca del patriarca Sofroni III. Després va ser elegit metropolità de Cos l'any 1867, de Rodes, del 1876 al 1888), d'Heraclea de Perint del 1888 al 1897 i de Calcedònia del 1897 al 1913. Finalment, va ser elegit patriarca de Constantinoble el 28 de gener de 1913.
Durant el seu patriarcat, Germà V va buscar la modernització de l'Església Ortodoxa i en va ser un defensor contra els successius intents de suprimir els seus privilegis. Tenia una personalitat autoritària i va dur a terme una feble defensa dels fidels perseguits pels Joves Turcs, cosa que no va permetre que fos popular. Hi va haver moltes protestes i finalment es va veure obligat a dimitir el 12 d'octubre de 1918. Germà V va intentar impedir el retorn del patriarca exiliat Joaquim III, el Magnífic, el seu predecessor. Després de la seva deposició, Germà es va retirar a Kadıköy, on va morir el desembre de 1920 amb 85 anys i on va ser enterrat.